# Tobrilus setosus
Tobrilus setosus är en rundmaskart som beskrevs av Edmond Altherr 1963. Tobrilus setosus ingår i släktet Tobrilus och familjen Tripylidae. Inga underarter finns listade i Catalogue of Life.